# David Miedzianik
David Miedzianik   (Rotherham, 24 de juliol de 1956) és un poeta i escriptor autista anglès. Els seus escrits retraten els aspectes més difícils de l'autisme. A més, la majoria dels seus poemes se centren en les dificultats socials que experimenta. Miedzianik escriu sobre exemples específics relacionats amb els seus desitjos de com vol treballar i trobar l'amor. Les obres de Miedzianik han estat analitzades àmpliament per destacats investigadors de l'autisme, que descriuen els seus escrits com a reflexius, sofisticats i mostra una consciència inusualment forta de les seves dificultats socials.

## Biografia
David Christopher Miedzianik va néixer el 24 de juliol de 1956 de pare rus i mare anglesa. Escriu que el seu avi patern havia conegut a Grigori Rasputin. Els seus pares es van separar quan Miedzianik tenia tres anys; el seu pare es va traslladar a Londres i hi va viure els deu anys següents fins a la seva mort el 1969 a causa d'un coma diabètic. L'any 1970 li van diagnosticar autisme després de ser ingressat a l'Hospital de Middlewood, però no va començar a assistir a classes d'educació especial fins dos anys més tard. A finals de la dècada del 1970, va començar a escriure per a Jigsaw, la revista oficial de l'Hospital de Middlewood. Això, afirma, el va influir per escriure poesia, així com les seves ganes de convertir-se en músic quan era adolescent. Durant el final de la dècada del 1970 i principis de la dècada del 1980, Miedzianik va assistir sovint a concerts de grups locals de Sheffield i es va fer amistat amb diversos membres d'aquests grups.
L'any 1985 va escriure la seva autobiografia, My Autobiography (La meva autobiografia), que es va publicar el desembre de 1986 a través de la Universitat de Nottingham. La professora Elizabeth Newson al pròleg va afirmar que la seva autobiografia va ser la segona autobiografia de l'autisme de tots els temps que es va publicar, sent Emergence: Labeled Autistic (Emergència: Etiquetat com autista) de Temple Grandin la primera. Com que no pot aguantar una carrera, ha afirmat a la seva autobiografia que «Viure és més o menys un avorriment constant». El 1987 va escriure un poema llarg, I Hope Some Lass Will Want Me After Reading All This (Espero que alguna noia em vulgui després de llegir tot això). També va començar a publicar els seus poemes en diversos butlletins d'autisme al Regne Unit i als Estats Units d'Amèrica. El 1990, es va publicar un fragment del seu poema llarg en un número de The Advocate, el butlletí de la Societat d'Autisme d'Amèrica.
A principis de la dècada del 1990, havia cridat l'atenció dels mitjans locals pels seus escrits, donant lloc a una entrevista a Against All Odds, un programa de televisió local de Sheffield, i a un llançament als Estats Units d'Amèrica de la seva autobiografia, inclòs el poema llarg com a apèndix. Estrenaria dues antologies de poesia, Taking the Load off My Mind (Traient la càrrega de la meva ment, 1993) i Now All I've Got Left is Myself (Ara tot el que em queda és jo mateix, 1997). El 1997 també el va veure contribuir al treball de Sarah Croskin Autism: a life history approach (Autisme: un enfocament de la història de la vida) Va continuar publicant poesia a Internet fins aproximadament el 2004.

## Anàlisi
Les obres de Miedzianik han estat analitzades àmpliament per destacats investigadors de l'autisme, que descriuen el seu escrit com a reflexiu, sofisticat i mostra una consciència inusualment forta de les seves dificultats socials. S'ha descrit que Miedzianik va d'un tema a un altre, però generalment introdueix material al lector amb una explicació adequada. Altres temes sobre els quals escriu, a més de la seva solitud, són el seu comportament inusual.
Francesca Happé ha descrit l'escrit de Miedzianik com el «menys autista» dels autors que s'han comparat amb Temple Grandin, ja que va demostrar la màxima consciència de les seves limitacions i de com el percebien els altres.
Peter Hobson l'ha descrit com un dels escriptors autistes més reflexius i dotats lingüísticament. Hobson ha descrit els escrits de Miedzianik sobre la seva solitud com a repetitius i desarticulats, i també assenyala la seva consciència de la seva pròpia solitud.
Uta Frith l'ha descrit com a articulat i alfabetitzat, i assenyala el seu ús d'un llenguatge molt sofisticat.
El professor Newson, de la Universitat de Nottingham, va assenyalar que malgrat la seva dificultat per mantenir una feina, aconsegueix participar en una gran varietat d'activitats. Newson també va afirmar que la seva capacitat d'escriptura era tan forta que només calien edicions menors per a My Autobiography.
Miedzianik es va destacar per retratar l'autisme des de la perspectiva d'una persona autista. En el seu poema The Mega-Chip Men de 1997, es burla de la idea que els autistes no poden pensar per si mateixos, comparant-los amb ordinadors que poden pensar de manera independent. També implica que poden treballar sense parar. En un altre poema Miracles Don't Happen, parla de com afirma que el seu propi país no l'accepta.
S'ha descrit que Miedzianik té una autoimatge negativa i una autoestima reduïda, en funció de la seva educació. Va afirmar que el seu amic Nigel estava més ben adaptat que ell, i va anar a una escola hospitalària especial durant un temps i li van donar diversos medicaments.
El novel·lista Lawrence Osborne al seu llibre American Normal: The Hidden World of Asperger Syndrome (L'americà normal: El món ocult de la síndrome d'Asperger) va comparar Miedzianik amb l'autor autista Jonathan Mitchell pel que fa al fet que els seus escrits retraten els aspectes més difícils de l'autisme.

## Dedicacions a Miedzianik
El compositor britànic Ray Hearne va escriure una vegada una cançó sobre la vida de Miedzianik l'any 1989, titulada Song for David. A més, la banda britànica de metall Solitary va escriure una cançó anomenada Twisted el 1998, que es va publicar al seu àlbum Nothing Changes i dedicada a Miedzianik. La banda va declarar que Twisted va ser escrit i inspirat per David Miedzianik per la seva lluita continuada contra l'autisme i altres. Jez Lowe i The Bad Pennies van escriure una cançó sobre les seves experiències titulada A Lass to Want Me.
Song for David i A Lass to Want Me es van presentar a A Season of Changes: The Autistic Awareness Album, un àlbum musical sobre experiències autistes publicat el 1997 per recaptar fons per als serveis d'autisme a Doncaster.

## Autobiografia
My Autobiography (La meva autobiografia) és la primera i única novel·la en prosa de David Miedzianik. Publicat el desembre de 1986 per la Universitat de Nottingham, el llibre narra la vida de Miedzianik des del naixement fins al 1985, quan es va escriure el llibre.
Segons la professora Elizabeth Newson, que va escriure el pròleg, la capacitat d'escriptura de Miedzianik era tan forta que només calien edicions menors abans de la publicació. També va atribuir la gènesi de la novel·la a un estudi sobre persones autistes realitzat l'any 1978 per la Universitat, per al qual es va entrevistar la mare de Miedzianik, i un seguiment en què es va entrevistar el mateix Miedzianik.
Peter Hobson ha descrit el seu estil d'escriptura en aquesta novel·la com a reflexiu i dotat lingüísticament. Ha descrit els escrits de Miedzianik sobre la seva solitud com a repetitius i desarticulats, i també assenyala la seva consciència de la solitud.
Francesca Happé ha descrit que l'autobiografia de Miedzianik posseïa l'escriptura «menys autista» dels autors que es comparen amb Temple Grandin, ja que va demostrar la màxima consciència a la seva novel·la de les seves limitacions i de com el percebien els altres.

## Obra
- My Autobiography (en anglès).  United Kingdom: University of Nottingham, Childhood Developmental Research Unit, 1986. OCLC 17774417.
- Hope Some Lass Will Want Me After Reading All This (en anglés).  University of Nottingham, Childhood Developmental Research Unit, 1987.
- Taking the Load off My Mind (en anglés).  University of Nottingham, Childhood Developmental Research Unit, 1993.
- Now All I've Got Left is Myself (en anglès).  Ravenshead: Early Years Diagnostic Centre, 1997.
- «Autism: a life history approach» (en anglès). Journal of Learning Disabilities for Nursing, Health and Social Care, 1997., amb Sarah Croskin.